# Mutiu Adepoju
Mutiu Adepoju (nascut el 22 de desembre de 1970 a Ibadan, Nigèria) és un futbolista nigerià ja retirat. Migcampista, ha militat en nombrosos clubs europeus, especialment de la lliga espanyola. Durant els anys 90 també va formar part de l'equip nacional nigerià. Des del 2008 és el president del Shooting Stars Sports Club, club de futbol de la seva població natal.
Mutiu va formar part de l'equip del seu país en el Mundial Juvenil d'Aràbia Saudí de 1989, on van ser finalistes després de caure davant Portugal. El bon paper fet pel jugador va cridar l'atenció del Reial Madrid, que el va incorporar al seu equip filial. El 1992 és traspassat al Racing de Santander, on es converteix en peça clau d'aquesta formació, fins al seu fitxatge per la Reial Societat, l'any 1996, on ja no va tenir tanta fortuna. Després de quatre anys a Donosti, va passar per diversos equips d'indrets exòtics i de baixa categoria, abans de retirar-se definitivament a la temporada 2005/06.
Amb la seua selecció va disputar 49 partits internacionals, on va marcar 5 gols. va debutar amb l'absoluta nigeriana a l'agost de 1990 davant Togo. Va contribuir a fer que el seu país guanyés la Copa d'Àfrica de 1994. A més a més, va formar part de les seleccions que van acudir als Mundials dels Estats Units (1994), de França (1998) i de Corea / Japó (2002), on ja no va jugar cap partit.
Després de penjar les botes, ha tornat a Nigèria i s'ha fet càrrec de la direcció del club Shooting Stars.

## Clubs
- 1986 - Femo Scorpions
- 1987 - Femo Scorpions
- 1988 - Shooting Stars FC
- 1989 - Julius Berger FC
- 1989/90 - Real Madrid CF B (0/0)
- 1990/91 - Real Madrid B (37/19)
- 1991/92 - Real Madrid B (28/8)
- 1992/93 - Racing Santander (37/11)
- 1993/94 - Racing Santander (29/2)
- 1994/95 - Racing Santander (21/4)
- 1995/96 - Racing Santander (36/7)
- 1996/97 - Reial Societat (36/6)
- 1997/98 - Reial Societat (21/2)
- 1998/99 - Reial Societat (18/0)
- 1999/00 - Reial Societat (14/0)
- 2000/01 - Al Ittihad
- 2001/02 - Salamanca (14/0)
- 2002/03 - Samsunspor (8/0)
- 2003/04 - AEL Limassol (5/1)
- 2003/05 - CE Eldenc
- 2005/06 - CD Cobeña